# Monte Hale
Monte Hale, nome artístico de Buren Ely (San Angelo, 8 de junho de 1919 – Studio City, Califórnia, 29 de março de 2009) foi um ator e cantor estadunidense, especializado em faroestes B. Ficou conhecido como cowboy cantor por mesclar em seus filmes, cavalgadas, canções e tiroteios, mais um de uma rica linhagem na qual se sobressaíram principalmente Gene Autry e Roy Rogers.

## Vida e carreira
Durante a juventude, Monte Hale tentou a sorte em rodeios, onde ganhou alguns troféus. Adquiriu o gosto pela música e, com o primeiro salário de seu emprego em um campo de algodão, comprou seu primeiro violão. A partir daí apresentou-se em inúmeros shows de música country no Texas, até que, em um espetáculo para venda de bônus de guerra, acabou por ser descoberto por Hollywood.
Contratado pela Republic Pictures, estreou em 1944 apenas cantando no faroeste "The Big Bonanza", estrelado por Richard Arlen. Depois de papéis como coadjuvante em diversos filmes e seriados, conseguiu sua própria série de faroestes B. Até 1950 fez dezenove filmes e praticamente abandonou o cinema, aparecendo ocasionalmente como ator convidado ou em pequenas pontas, inclusive em Assim Caminha a Humanidade (Giant, 1956). Como muitos outros de sua geração, trabalhou na televisão, onde apareceu em episódios da série de TV Gunsmoke e outras. Também passou a se apresentar em shows de rodeio e circos, além de ser figura sempre presente em eventos de fãs, conhecidos como "Convenções".
Seu cavalo era chamado de Partner ou Pardner, mas este nome nunca foi utilizado nos filmes, somente nos quadrinhos. Paul Hurst (que se suicidou em 1953) foi seu sidekick (companheiro, boboca, parceiro ou ajudante no Brasil) em treze fitas, a partir de  Under Colorado Skies, 1947. R. G. Springsteen dirigiu cinco de seus faroestes, inclusive os dois primeiros; os outros diretores foram: Lesley Selander (dois filmes), Philip Ford (onze) e George Blair (um, o último).
Faleceu em 29 de março de 2009, aos 89 anos de idade, após passar um longo período doente.

## Quadrinhos
Os primeiros quadrinhos de Monte Hale foram publicados com o nome de Picture News, tira de jornal da obscura Lafayette Street Corporation. A Fawcett Comics lançou-o na revista Monte Hale Western, que começou a circular em outubro de 1948 com o número vinte e nove, já que antes ela se chamava Mary Marvel. A revista parou de sair em junho de 1953, no número oitenta e um. Depois da Fawcett, os direitos sobre os quadrinhos de Monte Hale passaram para a Charlton Comics, que continuou com a revista por mais cinco edições. Outras revistas da Fawcett com histórias de Hale foram Master Comics e Real Western Hero. As histórias eram escritas geralmente por Irwin Schoffman e desenhadas por Pete Hiss, Edmond Good e Bob Laughlin.
Ainda na Fawcett as revistas Movie Comics e Motion Pictures Comics publicaram a quadrinização de alguns filmes de Hale: Medindo Forças (Pioneer Marshall, 1950), The Old Frontier, idem, Bandoleiros do Missouri (The Missourians, idem) e Aviso Denunciador (The Vanishing Westerner, idem).
No Brasil, onde poucos de seus filmes foram exibidos, Monte Hale era muito mais conhecido pelos quadrinhos. A EBAL lançou-o, com extraordinário sucesso, na revista Super X, de julho de 1950. Foram nessa revista bi-mensal, de formato pequeno, cuja primeira série se encerrou no número cem, em agosto de 1954, que suas histórias apareceram em maior quantidade. Monte Hale também apareceu algumas vezes em outras revistas da editora, como O Herói, Aí Mocinho, O Juvenil Mensal e Superxis (Super X em formato grande). Já a revista Álbum Gigante publicou três de seus filmes quadrinizados: os citados Medindo Forças e Bandoleiros do Missouri, além do não identificado O Bisturi Acusador.

## Filmografia
Todos os títulos em português se referem a exibições no Brasil.

### Ator coadjuvante ou convidado
- A Grande Bonança (The Big Bonanza, 1944); faroeste
- The Topeka Terror, 1945; faroeste B da série de Allan Lane
- Steppin' in Society, 1945; comédia policial
- Oregon Trail, 1945; faroeste B da série de Sunset Carson
- Marte Invade a Terra (The Purple Monster Strikes, 1945); seriado de ficção-científica em quinze episódios
- Bandits of the Badlands, 1945; faroeste B da série de Sunset Carson
- Rough Riders of Cheyenne, 1945; idem
- Pioneiros do Colorado (Colorado Pioneers, 1945); faroeste B da série de Bill Elliott
- O Cavaleiro Fantasma (The Phantom Rider, 1946); seriado de faroeste em doze episódios
- O Ouro da Califórnia (California Gold Rush, 1946); faroeste B da série de Bill Elliott
- Demônio Negro (Sun Valley Cyclone, 1946); idem
- Cowboys em Desfile (Trail of Robin Hood, 1950); faroeste B da série de Roy Rogers
- Yukon Vengeance, 1954; faroeste com Kirby Grant
- Assim Caminha a Humanidade (Giant, 1956); drama estrelado por Rock Hudson, Elizabeth Taylor e James Dean, com direção de George Stevens
- Caçada Humana (The Chase, 1966); drama estrelado por Marlon Brando, Jane Fonda e Robert Redford, com direção de Arthur Penn

### Astro de faroestes B
- Home on the Range, 1946
- The Man from Rainbow Valley, 1946
- Out California Way, 1946
- Last Frontier Uprising, 1947
- Along the Oregon Trail, 1947
- Under Colorado Skies, 1947
- California Firebrand, 1948
- The Timber Trail, 1948
- Son of God's Country, 1948
- Law of the Golden West, 1949
- South of Rio, 1949
- Príncipe das Planícies (Prince of the Plains, 1949)
- Sede de Vingança (San Antone Ambush, 1949)
- Atirar Para Matar (Outcasts of the Trail, 1949)
- O Fugitivo Vingador (Ranger of Cherokee Strip, 1949)
- Medindo Forças (Pioneer Marshal, 1950)
- Aviso Denunciador (The Vanishing Westerner, 1950)
- The Old Frontier, 1950
- Bandoleiros do Missouri (The Missourians, 1950)